# Kongo-Goldmull
Der Kongo-Goldmull (Huetia leucorhina; teilweise auch Calcochloris leucorhina oder Calcochloris leucorhinus) ist eine Säugetierart aus der Familie der Goldmulle (Chrysochloridae). Sie kommt endemisch im zentralen Afrika vor, wo sie aber nur an rund einem Dutzend Lokalitäten im Kongobecken nachgewiesen ist. Die Tiere bewohnen tropische Regenwälder und Übergangszonen zu offenen Savannenlandschaften des Tief- und Berglands. Aufgrund ihres eher grazilen Körperbaus bevorzugen sie weiche Böden. Dort verfolgen sie eine bodengrabende Lebensweise, wofür sie wie die anderen Goldmulle auch mit einem spindelförmigen Körper ausgestattet sind, dem äußerlich sichtbare Ohren und ein Schwanz fehlen. Zudem besitzen sie kräftige Grabkrallen an den Vorderfüßen. Über die weitere Verhaltensweise des Kongo-Goldmulls liegen aber keine Informationen vor. Er wurde im Jahr 1885 wissenschaftlich eingeführt, seine genaue systematische Stellung war lange Zeit nur unbefriedigend geklärt. Der Bestand kann aufgrund zu weniger Daten nicht einer bestimmten Bedrohungskategorie zugewiesen werden.

## Merkmale

### Habitus
Der Kongo-Goldmull ist ein kleiner Vertreter der Goldmulle. Er besitzt eine Kopf-Rumpf-Länge von 6,3 bis 12,6 cm, Gewichtsangaben liegen nicht vor. Auch sind keine Angaben zu einem eventuell auftretenden Geschlechtsdimorphismus möglich, da bisher zu wenige Individuen untersucht wurden. Der Körperbau erinnert an den der Maulwürfe, mit denen der Kongo-Goldmull jedoch nicht verwandt ist. Wie die anderen Goldmulle auch ist er an eine grabende Lebensweise angepasst. Der Körper besitzt dementsprechend eine Spindelform, dem äußerlich sichtbare Ohren und ein Schwanz fehlen. Die Augen sind unter dem Fell verborgen, an der Nase ist ein lederartiges Polster ausgebildet, dass beim Graben Einsatz findet. Das Rückenfell hat eine dunkelbraune bis schiefergraue Farbgebung, das Bauchfell ist ähnlich, allerdings fahler getönt. Die Haare sind fein und rund 7 mm lang. Im Gesicht ist eine cremig-weiß gefärbte Maske ausgebildet, die seitlich bis zu den Ohreingängen reicht. Die Gliedmaßen sind kurz und kräftig, die Hände verfügen über vier, die Füße über fünf Strahlen, die jeweils Krallen tragen. Besonders die Krallen des Vorderfußes fungieren als Grabwerkzeuge, sie haben aber eine vergleichsweise schlanke Gestaltung. Die Kralle des Mittelstrahls (III) ist dabei am größten ausgebildet und erreicht eine Gesamtlänge von 9 bis 11,5 mm und eine basale Breite von 2,5 bis 3 mm. Die Hinterfußlänge liegt bei 9 bis 10 mm.

### Schädel- und Gebissmerkmale
Die größte Schädellänge variiert zwischen 19,5 und 23,1 mm, die größte Schädelbreite zwischen 16,6 und 20,4 mm. Insgesamt ist der Schädel eher kurz und breit geformt, die größte Schädelbreite, die im Bereich des Hirnschädels erreicht wird, beträgt mehr als 70 % der Schädellänge. Ebenso wird der Gaumen mit einer Weite von über 30 % der Schädellänge deutlich breiter. Der Jochbogen ist vollständig geschlossen, allerdings fehlen ihm die breiten, nach hinten weisenden Platten, die unter anderem bei den Riesengoldmullen (Chrysospalax) ausgebildet sind. Im Gegensatz zu zahlreichen anderen Vertretern der Goldmulle zeigt der Hammer des Mittelohrs keine deutlichen Vergrößerungen, sein Gewicht beträgt 0,63 bis 0,77 mg. Dadurch sind am Schläfenbein auch keine zusätzlichen Aufwölbungen ausgebildet, wie es etwa beim Kap-Goldmull (Chrysochloris asiatica) der Fall ist. Das Gebiss besteht aus insgesamt 40 Zähnen, die Zahnformel lautet: {\displaystyle {\frac {3.1.3.3}{3.1.3.3}}}. Der hinterste obere (dritter) Molar tritt in der Regel auf und ähnelt mit seinem dreihöckerigen (tricuspiden) Kauflächenmuster den anderen Mahlzähnen. Der vorderste Prämolar ist vollständig molarisiert und gleicht so den hinteren Backenzähnen. An den unteren Molaren fehlt weitgehend ein gut entwickeltes Talonid (ein tiefliegender Vorsprung der Kaufläche, in den einer der Haupthöcker der oberen Backenzähne bei Gebissschluss greift). Die Länge der oberen Zahnreihe vom Eckzahn bis zum dritten Molaren beträgt 4,7 bis 6,5 mm.

## Verbreitung

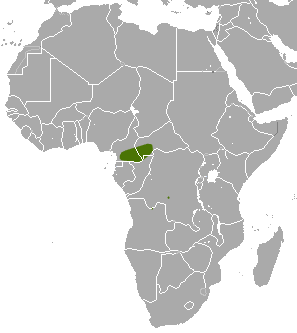
Verbreitungsgebiet (grün) des Kongo-Goldmulls

Der Kongo-Goldmull kommt endemisch in Afrika vor, als einer der wenigen Vertreter der Familie ist er im zentralen Teil des Kontinentes heimisch. Er ist von rund einem Dutzend, zum Teil weit verstreuter Lokalitäten bekannt. Ein relativ zusammenhängendes Gebiet liegt im Kongobecken und umfasst den südöstlichen Teil von Kamerun, den nördlichen Teil Republik Kongo und den südwestlichen Teil der Zentralafrikanischen Republik. Weiter entfernte Fundpunkte befinden sich im Süden der Demokratischen Republik Kongo und im Norden von Angola. Ein Nachweis der Art auf dem Batéké-Plateau in Gabun etwa 350 km südlich des Hauptverbreitungsgebietes erfolgte im Jahr 2005. Die Tiere bewohnen vor allem die Gebiete des tropischen Regenwalds der Flach- und der Bergländer, kommen aber auch im begrenzten Maße in Wald-Savannen-Mosaiklandschaften im nördlichen und südlichen Grenzbereich zu den geschlossenen Regenwaldgebieten vor. Sie bevorzugen sandige bis weiche lehmige Böden. Gelegentlich sind sie in kultivierten Landschaften oder in Weidegebieten zu beobachten.

## Lebensweise
Über die Lebensweise des Kongo-Goldmulls liegen bis auf die für die Goldmulle typischen bodengrabenden Aktivitäten keine Informationen vor.

## Systematik
Der Kongo-Goldmull ist eine Art aus der Gattung Huetia. Innerhalb der Gattung wird ihm der Somalia-Goldmull (Huetia tytonis) zur Seite gestellt. Die Gattung wiederum gehört zur Familie der Goldmulle (Chrysochloridae), welche kleinere, bodengrabende Säugetiere aus der Überordnung der Afrotheria zusammenfasst. Ihre nächsten Verwandten bilden die Tenreks (Tenrecidae), beide Familien zusammen formen die Afrosoricida. Molekulargenetische Untersuchen zeigen auf, dass die Trennung der Goldmulle und der Tenreks von einer gemeinsamen Stammlinie im Übergang von der Oberkreide zum Paläozän vor rund 65 Millionen Jahren stattfand. Eine stärkere Diversifizierung der Goldmulle setzte im Verlauf des Oligozäns vor etwa 28,5 Millionen Jahren ein.
Die Goldmulle sind endemisch in Afrika verbreitet mit einem Schwerpunkt in südlichen Kontinentalbereich, nur einige wenige Arten, zu denen unter anderem der Kongo-Goldmull zählt, bewohnen auch Teile des östlichen oder zentralen Afrikas. Ihre unterirdische Lebensweise hat zur Folge, dass die einzelnen Vertreter Habitatspezialisten darstellen, so dass das jeweilige Vorkommen einer Art eng umrissene Grenzen aufweist, nur in wenigen Ausnahmen sind Angehörige der Familie weiter verbreitet. Es lassen sich aber innerhalb der Familie zwei ökologische Gruppen unterscheiden. Die erste Gruppe formiert sich aus Bewohnern von trockenen bis teils halbwüstenartigen Landschaften, etwa der Wüstengoldmull (Eremitalpa) oder die Kapgoldmulle (Chrysochloris). In der zweiten Gruppe stehen Formen, die an offene Gras- und Savannenlandschaften sowie an Wälder angepasst sind, beispielsweise die Kupfergoldmulle (Amblyomus), die Vertreter der Gattung Neamblysomus die Riesengoldmulle (Chrysospalax) oder der Kongo-Goldmull. Die innere Gliederung der Familie ist bisher nicht zufriedenstellend geklärt. Häufig werden zwei oder drei Unterfamilien anhand des Baus des Hammers im Mittelohr unterschieden: die Amblysominae mit einem normal gebauten Malleus, die Chrysochlorinae mit einem stark verlängerten Kopf des Malleus und die Eremitalpinae mit einem kugelig aufgeblähten Kopf des Malleus. Andere Autoren wiederum sehen die beiden letztgenannten auch als eine einzelne Unterfamilie an, die Chrysochlorinae. Diese skelettanatomisch begründete Untergliederung der Goldmulle ist durch molekulargenetische Untersuchungen bisher nicht vollständig nachvollziehbar. Laut diesen steht Huetia in einer engeren Beziehung zu Cryptochloris und Chrysochloris, die aufgrund ihres verlängerten Malleus den Chrysochlorinae zugewiesen werden, der nicht vergrößerte Hammer des Mittelohrs beim Kongo-Goldmull befürwortete dagegen bisher eine Einbindung in die Amblysominae. Eine vorläufige Untersuchungen aus dem Jahr 2018 unterstützt daher eine Stellung von Huetia in einer eigenen Unterfamilie, den Huetinae, was sich wiederum in einer Analyse aus dem Jahr 2023 nicht bestätigte.
Es sind zwei Unterarten des Kongo-Goldmulls bekannt, deren Validität aber umstritten ist:
- H. l. cahni Schwarz & Mertens, 1922; in Kamerun, in der Republik Kongo und in der Zentralafrikanischen Republik; Talonids auf den vorderen Prämolaren schwach ausgebildet, auf dem letzten Prämolaren und dem letzten Molaren fehlt dieses; in der Regel etwas hellere Variante.
- H. l. leucorhina Huet, 1885; Demokratischen Republik Kongo und in Angola; untere Prämolaren mit gut entwickelten Talonids.

Tiere aus dem nördlichen Angola und dem Kongo-Becken unterscheiden sich hinsichtlich ihrer Morphologie der Gehörknöchelchen. So ist der Kopf des Hammers bei untersuchten Individuen aus letzterer Region aufgeblähter und größer als bei solchen aus ersterer. Auch bei weiteren anatomischen Merkmalen bestehen einzelne Unterschiede, etwa bei der Größe der Fußplatte des Steigbügels. Möglicherweise ist dies ein Hinweis auf eine weitere unterartliche Differenzierung des Kongo-Goldmulls.
Die wissenschaftliche Erstbeschreibung des Kongo-Goldmulls erstellte Joseph Huet im Jahr 1885, er verwies ihn mit der Bezeichnung Chrysochloris leucorhina zu den Kapgoldmullen. Ihm lagen dafür zwei Exemplare aus der Küstenregion des Golfs von Guinea vor, die das Museum national d'histoire naturelle in Paris 1883 von einem Forschungsreisenden erstanden hatte. Das Gebiet gilt als Typusregion der Art. Huet konnte mit der Aufstellung der Art nachweisen, dass die Goldmulle auch in den nördlicheren, tropischen Zonen Afrikas beheimatet sind, zuvor waren sie nur aus den südlicheren Kontinentalbereichen bekannt gewesen. Eines der Exemplare wurde präpariert, das andere, ein 11 cm langes Tier, in Alkohol aufbewahrt, dieses dient als Holotyp der Art. Den Artnamen leucorhina vergab Huet aufgrund der hellen Färbung des vorderen Gesichtsbereiches der Tiere (griechisch λευκός (leukos) für „weiß“ und ῥίς (rhis) für „Nase“, Genitiv rhina). Das Typusexemplar der Unterart H. l. cahni wurde im Januar 1911 während der Zweiten Deutschen Innerafrika-Expedition am Fluss Dja im südöstlichen Kamerun gefangen und umfasst ein 9,3 cm langes, weibliches Individuum von eher blass brauner Farbgebung; es erhielt elf Jahre später seine wissenschaftliche Einführung durch Ernst Schwarz und Robert Mertens.
Die systematische Stellung des Kongo-Goldmulls wurde in der Vergangenheit unterschiedlich bewertet und kontrovers diskutiert. In den 1930er Jahren galt er basierend auf Zahnmerkmalen weiterhin als Vertreter der Kapgoldmulle, im Verlauf der 1960er bis 1980er Jahre ordneten ihn einige Wissenschaftler mit Verweis auf den normal gebauten Hammer des Mittelohrs in die Kupfergoldmulle ein oder sahen ihn aufgrund des ausgebildeten oberen dritten Mahlzahns innerhalb der Gattung Chlorotalpa. Morphometrische Untersuchungen des Schädels befürworteten in den 1990er Jahren eine provisorische Eingliederung des Kongo-Goldmulls gemeinsam mit dem Somalia-Goldmull in die Gattung Calcochloris, zu der auch der Gelbe Goldmull (Calcochloris obtusirostris) gezählt wird. Als übereinstimmend mit dem Gelben Goldmull erwiesen sich dabei der bereits erwähnte, nicht vergrößerte Kopf des Hammers und der prinzipiell breite Schädel mit dem ebenfalls recht breiten Rostrum. Innerhalb der Gattung Calcochloris wurde der Kongo-Goldmull in der eigenen Untergattung Huetia geführt, was sich aus der höheren Anzahl an Zähnen gegenüber dem Gelben Goldmull begründete. Molekulargenetische Analysen von Robert J Asher und Forscherkollegen aus dem Jahr 2010 zeigten auf, dass der Kongo-Goldmull nicht mit den anderen Vertretern der Gattung Calcochloris verwandt ist, ebenso ließ  er keine Beziehung zu den Kupfergoldmullen oder den Angehörigen von Chlorotalpa erkennen. Vielmehr steht er diesen Untersuchungen zufolge relativ basal in einer Gruppe, die sich aus dem Wüstengoldmull, den Kapgoldmullen und der Gattung Cryptochloris zusammensetzt. Aus diesem Grund wurde Huetia von Asher und Kollegen auf das Niveau einer Gattung gehoben und der Kongo-Goldmull dieser als einziger Vertreter zugewiesen. Ursprünglich war Huetia von Lothar Forcart im Jahr 1942 für den Kongo-Goldmull als Untergattung von Chrysochloris etabliert worden. Von Chrysochloris unterschied sich Huetia nach Meinung Forcarts durch das Fehlen einer blasenförmigen Erweiterung des hinteren Teils der Schläfengrube (die bei den Kapgoldmullen durch die Verlängerung des Kopfes des Malleus entsteht). Forcart benannte die damalige Untergattung zu Ehren von Joseph Huet.

## Bedrohung und Schutz
Bis heute liegen nur wenige Informationen über den Kongo-Goldmull selbst und über die Bedrohung seiner Bestände vor. Das Hauptverbreitungsgebiet befindet sich im Tieflands- und Bergregenwald von Zentralafrika und den nördlichen Übergangszonen zur offeneren Savannenlandschaft. Die Region ist von massiver Entwaldung betroffen, die mit der Schaffung und Ausweitung von Plantagen sowie der damit verbundenen Infrastruktur einhergeht. Ferner wird sie auch durch die Gewinnung von Bauholz oder illegalem Einschlag gefördert. Die daraus entstehende Landschaftszerstörung beeinträchtigt auch die Böden, an welche die Tier gebunden sind. Ein vergleichbares Bedrohungsszenario kann auch für die weiter südlich gelegenen isolierten Vorkommen angenommen werden. Die IUCN führt die Art aufgrund der wenigen vorhandenen Informationen gegenwärtig nicht in einer Gefährdungskategorie, sondern unter „ungenügende Datengrundlage“ (data deficient). Zum Schutz des Kongo-Goldmulls sind vor allem Untersuchungen zur tatsächlichen Verbreitung der Tiere sowie der beiden Unterarten notwendig. Im nördlich gelegenen Hauptverbreitungsgebiet befinden sich einige Bestände innerhalb von geschützten Gebieten, etwa im Djia-Minkebe-Odzala-Nationalpark und im Sangha-Tri-Nationalpark, letzterer überspannt Teile des Grenzgebiets von Kamerun, der Republik Kongo und der Zentralafrikanischen Republik. Im Gabun wurde der Kongo-Goldmull im Batéké-Nationalpark im Osten des Landes nachgewiesen, für die südlicheren Bestände in der Demokratischen Republik Kongo ist unklar, ob sie in Schutzgebieten vorkommen.